# Ground Zero: Texas
Ground Zero: Texas è un videogioco sparatutto in prima persona in full motion video, pubblicato per Sega Mega CD nel novembre 1993. Il gioco contiene 110 minuti di filmati interattivi ripresi da quattro diverse fotocamere con i quali il giocatore interagisce. È stato diretto da Dwight H. Little, che è anche conosciuto per i film Programmato per uccidere e Halloween 4 - Il ritorno di Michael Myers.

## Trama
Degli alieni reticuliani hanno attaccato El Cadron, una piccola città di confine nel Texas. Il giocatore deve salvare i cittadini, che stanno scomparendo e gli alieni sono in grado di camuffarsi intelligentemente da umani. La missione del giocatore è di eliminare i reticuliani che non possono essere uccisi con armi convenzionali, ma attraverso quattro BattleCam, telecamere con uno straordinario raggio di particelle che fermano temporaneamente gli alieni. Il giocatore deve liberare il mondo dalla minaccia dei reticuliani prima che l'intera area venga distrutta da una bomba nucleare. Quattro agenti speciali aiuteranno il giocatore fornendo indizi sulla base reticuliana.
Quando un agente speciale sta combattendo contro un reticuliano, il giocatore deve sparare al nemico prima che possa rapire l'agente speciale. Dopo che il nemico è stato eliminato, l'agente speciale può esaminare il suo ciondolo sul quale c'è un numero e una figura che corrisponde a un lucchetto speciale. Una volta che il codice viene immesso, la porta di volta si apre per rivelare l'arsenale di armi reticuliane e una fredda area di deposito. Dopo che la base viene occupata, tutte le BattleCam del giocatore vengono riprogrammate con le armi dei reticuliani. Dopo aver appreso ciò, i reticuliani dispiegano le loro truppe per distruggere la città e il suo popolo. Le forze speciali combattono mentre le aree della città vengono distrutte. Nel disperato tentativo di fermare le forze speciali, i reticuliani rapiscono Reece e lo portano sulla loro astronave madre e si preparano a decollare. DiSalvo allestisce una BattleCam speciale armata con un gigantesco cannone alieno. Con un solo colpo ben piazzato, la nave madre viene distrutta, salvando la città e la Terra dall'esercito reticuliano.

## Sviluppo
Ground Zero: Texas è stato un titolo di "seconda generazione" per la Digital Pictures, i cui primi videogiochi per Sega Mega CD sono stati rifacimenti di altri sviluppati per il sistema NEMO di Hasbro mai distribuito. Il gioco aveva un budget di due milioni di dollari, nato con il nome in codice Project X, con la sceneggiatura scritta dal co-fondatore di Digital Pictures Ken Melville che è stata ispirata da L'invasione degli ultracorpi e Invaders. Quando è iniziato lo sviluppo, la sceneggiatura è stata riscritta da Alan McElroy, Edward Neumeier e Joshua Stallings. I filmati del gioco sono stati girati da una troupe cinematografica di Hollywood. Il film doveva essere rielaborato per ridurlo a una tavolozza di 64 colori e per adattarsi alla velocità di trasferimento dati ridotta dell'unità CD. In un'intervista Ken Melville ha espresso il suo disappunto per i limiti tecnici del video.